# Re-fly
『re-fly』（リフライ）は、2015年3月25日に発売された和田光司の2枚目のミニアルバム。発売元はランティス、販売元はバンダイビジュアル (LACA-15485)。

## 概要
- 療養からの再復帰後初の作品。『風上の丘から』から約5年2か月ぶりのオリジナルアルバムで、ミニアルバムとしては『ever』以来約6年7か月ぶり。
- 既存曲2曲、セルフカバー2曲、新曲2曲の計6曲。
- 本作が生前に発売された最後のオリジナルアルバムとなった。

## 収録曲
1. ヒラリ 〜re-fly ver.〜
作詞：和田光司 作曲：IKUO 編曲：宮崎京一 演奏時間：3分35秒
9thシングル『ヒラリ』のセルフカバー[2]。
本アルバム収録に当たって再録された。アレンジが変化している。
2. 風 〜re-fly ver.〜
作詞：和田光司 作曲：大久保薫 編曲：宮崎京一 演奏時間：4分04秒
4thシングル『The Biggest Dreamer』のカップリング曲『風』のセルフカバー[3]。
前曲と同じく本アルバム収録に当たって再録され、アレンジが変化している。また、原曲と比べてキーが半音下がっている。
3. bravery
作詞・作曲：和田光司 編曲：鈴木豪 演奏時間：4分36秒
1stミニアルバム『ever』収録曲[4]。
4. 希望ノカケラ
作詞・作曲：和田光司 編曲：R・O・N 演奏時間：4分34秒
書き下ろしの新曲[5]。
5. Butter-Fly
作詞・作曲：千綿偉功 編曲：渡部チェル 演奏時間：4分19秒
1stシングル[6]。
6. re-fly
作詞・作曲：和田光司 編曲：渡部チェル 演奏時間：4分26秒
本アルバムのタイトルチューンであり、書き下ろしの新曲[7]。
バックコーラスとして影山ヒロノブ、遠藤正明、きただにひろしが参加している[8]。
歌詞の一部に、6thシングル『FIRE!!』からの引用が含まれている。
1コーラス分のミュージックビデオが制作され、YouTubeにて公開されている。